# Valentano
Valentano é uma comuna italiana da região do Lácio, província de Viterbo, com cerca de 2.935 (Cens. 2001) habitantes. Estende-se por uma área de 43,29 km², tendo uma densidade populacional de 67,80 hab/km². Faz fronteira com Capodimonte, Cellere, Farnese, Gradoli, Ischia di Castro, Latera, Piansano, Pitigliano (GR).

## Demografia
| Variação demográfica do município entre 1861 e 2011                               |
|                                                                                   |
| Fonte: Istituto Nazionale di Statistica (ISTAT) - Elaboração gráfica da Wikipedia |